# Nathalie Stutzmann
Nathalie Stutzmann est une contralto et cheffe d'orchestre française, née le 6 mai 1965 à Suresnes.
À la fin des années 2010, elle est à la fois cheffe principale invitée de l'Orchestre symphonique de la radio-télévision irlandaise de Dublin (2017-2020) et cheffe principale de l'Orchestre symphonique de Kristiansand (en) en Norvège (2018-2023). Depuis 2021, elle est cheffe invitée principale de l'Orchestre de Philadelphie. La même année, elle est nommée directrice musicale de l'Orchestre symphonique d'Atlanta à compter de la saison 2022-2023, pour une durée de quatre ans, devenant ainsi la deuxième femme, après Marin Alsop, à prendre la direction d'un grand orchestre américain. En 2023, elle devient la première femme et la première Française à diriger l'orchestre du Metropolitan Opera.

## Biographie
Nathalie Dupuy naît le 6 mai 1965, à Suresnes, dans une famille d'artistes lyriques. Son père, baryton, et sa mère, soprano lyrique, lui montrent la voie. Dès son plus jeune âge, elle fait des études approfondies de piano, basson, musique de chambre et direction d'orchestre. Elle obtient un premier prix de piano et de musique de chambre en 1982. Elle étudie également le basson et commence ses études de chant avec sa mère, Christiane Stutzmann.
En 1983, elle gagne le premier prix de chant et art lyrique du conservatoire de Nancy. Elle entre à l'Opéra de Paris dans la classe de Michel Sénéchal. La même année, elle remplace au pied levé Jessye Norman lors d'un concert privé avec Iouri Bachmet. Elle signe alors son premier contrat chez Erato.
De 1983 à 1987, elle rencontre Hans Hotter, dont elle suit les master class, et débute en 1986 à l'Opéra Garnier dans Didon et Enée de Purcell.
En 2008, elle commence une carrière de chef d'orchestre lors d'une tournée au Japon. En 2009, elle fonde son propre orchestre de chambre, Orfeo 55, un ensemble jouant aussi bien sur instruments baroques que modernes. Son ensemble s'est déjà produit en France, à Metz, Paris, Strasbourg, Angers, Avignon, Toulouse mais aussi en Espagne, notamment à Madrid et Valence, en Suisse, aux Pays-Bas, ainsi que dans les grands festivals, comme ceux de Verbier, Ambronay, Saint-Riquier, Sisteron, Auvers-sur-Oise ou Sablé-sur-Sarthe. L'orchestre a mis fin à ses activités en 2019.
Son disque Prima Donna, sorti en avril 2011, est son premier en tant que chanteuse et chef d'orchestre. Elle y reprend des airs pour contralto d'Antonio Vivaldi extraits d'opéras et oratorios dont Juditha Triomphans, Arsilda, regina di Ponto, Tieteberga, Il Giustino, L’Olimpiade, La Costanza trionfante dell‘ Amore e dell’ Odio, Andromeda liberata, l'Altenaïde, Semiramide… En novembre 2012, son disque Une cantate imaginaire est consacré aux airs chantés et pièces orchestrales de Johann Sebastian Bach qu'elle affectionne : Erbarme dich de la Passion selon saint Matthieu, Bist du bei mir, Jésus que ma joie demeure, la Sinfonia de la Cantate BWV 174, la Sinfonia de la Cantate BWV 42 … En 2014, son disque Heroes from the Shadows, paru chez Erato, met en lumière les héros de l'ombre dans les opéras de Georg Friedrich Haendel. On y retrouve des airs extraits de Giulio Cesare, Orlando, Radamisto, Amadigi, Silla ainsi qu'un duo avec le contre-ténor Philippe Jaroussky. En 2017 sort Quella Fiamma, dédié aux airs du recueil des Arie Antiche, et en 2020 Contralto, un hommage aux grandes contraltos du XVIIIe siècle.
Elle est régulièrement invitée à diriger l'Orchestre de Philadelphie, l'Orchestre philharmonique de Rotterdam, l'Orchestre philharmonique de Bergen, l'Orchestre philharmonique d'Oslo, le Konzerthausorchester Berlin, l'Orchestre symphonique de la radio-télévision irlandaise, le National Symphony Orchestra de Washington, l'Orchestre philharmonique royal de Stockholm, l'Orchestre philharmonique de Monte-Carlo, l'Orchestre symphonique de Saint-Louis, l'Orchestre du Minnesota, l'Orchestre symphonique de Göteborg...
De 2017 à 2020, elle est cheffe principale invitée de l'Orchestre symphonique de la radio-télévision irlandaise de Dublin.
De 2018 à 2023, elle est cheffe principale de l'Orchestre symphonique de Kristiansand (en) en Norvège.
En décembre 2020, elle est nommée cheffe invitée principale de l'Orchestre de Philadelphie,. Elle devait faire ses débuts de chef au Metropolitan Opera de New York en octobre 2021, mais le spectacle est annulé en raison de la pandémie de Covid-19.
En 2021, elle est nommée directrice musicale de l'Orchestre symphonique d'Atlanta à compter de la saison 2022-2023, pour une durée de quatre ans,, devenant ainsi la deuxième femme, après Marin Alsop, à prendre la direction d'un grand orchestre américain,.
En 2023, elle devient la première femme et la première Française à diriger l'orchestre du Metropolitan Opera.

## Distinctions

### Récompenses
- En 1988, elle remporte le 1er prix du concours international de chant Neue Stimmen de la fondation Bertelsmann.
- En 1993, elle reçoit le Grand prix de la critique du disque allemand pour son enregistrement de Lieder de Schumann.

### Nominations
- En 2012, son disque Prima Donna est nommé dans la catégorie « Enregistrement de l'année » aux Victoires de la musique classique.
- En 2013, elle est nommée dans la catégorie « Artiste lyrique de l'année » aux Victoires de la musique classique.

### Décorations
- Officier de l'ordre des Arts et des Lettres (13 février 2015)[13].
- Commandeur de l'ordre des Arts et des Lettres (18 décembre 2020)[14]
- Chevalier de la Légion d'honneur (31 décembre 2018)[15],[16]
- Chevalier de l'ordre national du Mérite (2 mai 2012)[17].
- Officier de l'ordre du Mérite culturel de Monaco (18 novembre 2014)[18]

## Anecdotes
- Elle a appelé son ensemble Orfeo 55 en hommage au personnage d'Orphée, son premier amour lyrique, et y a ajouté 55 car le 5 est un chiffre qui marque sa vie[19].
- Le logo de son ensemble Orfeo 55 est une statuette en papier mâché qui rappelle Alberto Giacometti et qu'on lui a offerte alors qu'elle chantait avec l'Orchestre symphonique de l'État de São Paulo au Brésil[20]

## Discographie
On lui doit plus de soixante enregistrements, parmi lesquels :
- César Franck :  Les Béatitudes (Béatitudes 3 et 7), sous la direction de Armini Jordan. 2 CD Erato 1987 ;
- Michel Lambert : 9 Leçons de Ténèbres. Sous la direction de Ivète Piveteau (en). 2 CD Virgin Classics 1989 ;
- Georg Friedrich Haendel : Amadigi di Gaula. Sous la direction de Marc Minkowski, Les Musiciens du Louvre. Erato, 1991 ;
- Felix Mendelssohn, Johannes Brahms : Récital. Avec Dalton Baldwin, Gérard Caussé, François-René Duchâble. Erato, 1991 ;
- Johann Sebastian Bach : Passion selon Saint Jean. Sous la direction de Enoch zu Guttenberg (de), Bach-Collegium München. RCA Red Seal, 1992 ;
- Robert Schumann : Myrthen & Gedichte der Königin Maria Stuart. Avec Michel Dalberto. Erato, 1992 ;
- Maurice Ravel, Claude Debussy : Mélodies. Avec Catherine Collard. RCA Red Seal, 1992 ;
- Georg Friedrich Haendel : Airs d'opéras. Sous la direction de Roy Goodman, The Hanover Band. Sony Music Entertainment, 1992 ;
- Johannes Brahms : Rhapsodie pour alto. Sous la direction de Sir Colin Davis. RCA Red Seal, 1993 ;
- Robert Schumann : Nathalie Stutzmann sings Schumann. Avec Catherine Collard, Inger Södergren. Sony Music Entertainment, 1993 et 2010 ;
- Giovanni Battista Pergolesi : Stabat Mater, Salve Regina. Sous la direction de Roy Goodman, The Hanover Band. RCA Red Seal, 1993 ;
- Gabriel Fauré : Mélodies. Avec Catherine Collard. RCA Red Seal, 1993 ;
- Dmitri Chostakovitch : The Orchestral Songs Vol.1. Sous la direction de Neeme Järvi, Orchestre symphonique de Göteborg. Deutsche Grammophon, 1994 ;
- Richard Wagner : Concert in Villa Wahnfried. Avec Gerhard Oppitz. RCA Red Seal, 1994 ;
- Wolfgang Amadeus Mozart : Rare Mozart Arias. Sous la direction de Vladimir Spivakov, Moscow Virtuosi. RCA Red Seal, 1995 ;
- Johann Sebastian Bach : Cantates BWV 54, 82 & 170. Sous la direction de Roy Goodman, The Hanover Band. RCA Red Seal, 1996 ;
- Johann Sebastian Bach : Passion selon saint Matthieu. Sous la direction de Seiji Ozawa, Saito Kinen Orchestra. Decca, 1997 ;
- Ernest Chausson : Mélodies. Avec Inger Södergren. BMG Music, 1997 ;
- Johannes Brahms : Lieder. Avec Inger Södergren. RCA Red Seal, 1997 ;
- Laurent Petitgirard : Joseph Merrick dit Elephant man. Sous la direction de Laurent Petitgirard, Orchestre philharmonique de Monte-Carlo. Naxos, 1999 ;
- Francis Poulenc : Montparnasse. Avec Inger Södergren. RCA Red Seal, 2000 ;
- Gustav Mahler : Symphonie no 2. Sous la direction de Seiji Ozawa, Saito Kinen Orchestra. Sony, 2000;
- Gustav Mahler : Symphonie no 3. Sous la direction de Andrew Litton, Orchestre Symphonique de Dallas. Delos International, 2000 ;
- Felix Mendelssohn : Elias. Avec Herbert Blomstedt, Gewandhausorchester. RCA Red Seal, 2003 ;
- Franz Schubert : Winterreise. Avec Inger Södergren. Calliope, 2008 ;
- Franz Schubert : Schwanengesang. Avec Inger Södergren. Calliope, 2008 ;
- Johann Sebastian Bach : Messe en si mineur. Sous la direction de Marc Minkowski, Les Musiciens du Louvre. Naïve, 2008 ;
- Georg Friedrich Haendel : Il Trionfo del Tempo e del Disinganno. Sous la direction de Marc Minkowski, Les Musiciens du Louvre. Warner Classics & Jazz, 2008 ;
- Franz Schubert : Die schöne Müllerin. Avec Inger Södergren. Calliope, 2008 ;
- Maurice Ravel : L'Enfant et les Sortilèges. Sous la direction de Sir Simon Rattle, Orchestre Philharmonique de Berlin. Avec Magdalena Kožená, Annick Massis, Sophie Koch, José Van Dam. EMI Classics, 2010 ;
- Antonio Vivaldi : Prima Donna. Avec son ensemble Orfeo 55. Deutsche Grammophon, 2011 ;
- Johann Sebastian Bach : Une cantate imaginaire. Avec son ensemble Orfeo 55. Deutsche Grammophon, 2012 ;
- Georg Friedrich Haendel : Heroes from the Shadows. Avec son ensemble Orfeo 55. Erato, 2014 ;
- Quella Fiamma - Arie antiche. Avec son ensemble Orfeo 55. Erato, 2017 ;
- Contralto. Avec son ensemble Orfeo 55. Erato, 2021.

Elle est sous contrat d'exclusivité avec la maison de disque Erato, aussi bien comme chanteuse que cheffe d'orchestre.

## Réception critique
En février 2017, elle est unanimement saluée par la presse et le public pour sa direction de Tannhäuser de Wagner à l’Opéra de Monte-Carlo. En 2018, elle dirige Mefistofele de Boito aux Chorégies d'Orange à la tête de l'Orchestre philharmonique de Radio France avec tout autant de succès.
Cependant, en juin 2022, le quotidien québécois La Presse n'est pas convaincu par son premier concert avec l'Orchestre Métropolitain : il regrette notamment « une impardonnable indifférence » dans les thèmes lyriques et une « urgence » dans les mouvements rapides, tout en jugeant la direction « timide ». Le Devoir émet une critique plus positive sur le même concert.
ResMusica critique négativement son concert du 20 octobre 2023 en tant que cheffe de l'orchestre de Paris à la Philharmonie de Paris, jugeant son programme « sans véritable unité thématique » et fustigeant une Ouverture sur des thèmes juifs de Prokofiev « qui manque de couleur, sans âme, trop policée et trop lyrique », un premier concerto pour violoncelle de Chostakovitch « fade » et « manquant de relief », ainsi qu'une Symphonie Pastorale « sans tension, terne et sans saveur ».